# Teggiano

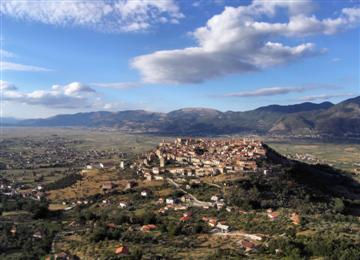
Teggiano

Teggiano ist eine Kleinstadt und eine Gemeinde mit 7077 Einwohnern (Stand 31. Dezember 2023) in der Provinz Salerno im Cilento (Kampanien) in Italien und ist Teil der Comunità Montana Vallo di Diano sowie des Nationalpark Cilento und Vallo di Diano sowie Sitz des Bistums Teggiano-Policastro.

## Geografie
Die in der Nähe liegenden Gemeinden sind Atena Lucana, Corleto Monforte, Monte San Giacomo, Piaggine, Sacco, Sala Consilina, San Pietro al Tanagro, San Rufo, Sant’Arsenio und Sassano. Die Ortsteile sind Pantano, Piedimonte, Prato Perillo, und San Marco.